# Laura Gobbetti
Laura Gobbetti (Roma, 16 luglio 1971) è una giornalista italiana che lavora per Dimartedì, LA7 come redattrice e collegamentista.

## Carriera
A 14 anni scriveva per il giornale della scuola e per alcune associazioni come Amnesty International.
Ha studiato scienze della comunicazione all'università, quindi ha cominciato la carriera su Rete Oro, facendo la cronista. Per prendere il tesserino da professionista scriveva per il Corriere Laziale.
Quando il suo collega della sezione sport passò alla RAI, lei prese il suo posto. Cominciò dunque a fare l'inviata al centro sportivo di Formello ed al centro sportivo Fulvio Bernardini di Trigoria, occupandosi quasi sempre di sport da quel momento in poi. In particolare, seguiva i campionati delle squadre sportive giovanili della periferia romana a partire dalle 7:00.
Negli stessi anni lavorava per Radio Italia ed a Radio Capital. La carriera prosegue sulla piattaforma satellitare Stream TV, nei programmi Fantacalcio Show, Tifo da spiaggia e Business of Sport e Dieci, e quindi su Sky, venendo assunta dall'azienda di Rupert Murdoch a seguito di un provino e di un colloquio. Si è affermata alla conduzione di Sky TG24 e di alcuni programmi su Sky Sport come L'Osteria del pallone; la trasmissione Fuori Zona Venerdì, con Alessandro Bonan, è stata pensata, scritta e diretta da lei in prima persona.
Dalla stagione 2018-2019 è entrata a far parte della squadra di Dimartedì dove tra l'altro cura la rassegna stampa di mezzanotte, in sostituzione di Vicsia Portel passata a Mediaset.